# Шантепи де ла Соссе, Пьер Даниэль
Пьер Даниэль Шантепи де ла Соссе (нидерл. Pierre Daniel Chantepie de la Saussaye) (9 апреля 1848 года, Леуварден — 20 апреля 1920 года, Бильтхофен) — нидерландский протестантский теолог и историк религии. Академик Нидерландской королевской академии наук. Считается одним из основателей современного метода изучения религий. Сын теолога Даниэля Шантепи де ла Соссе.

## Биография
Родился 9 апреля 1848 года в Леувардене (Нидерланды).
Среднее образование получил в школах Лейдена и Роттердама, высшее в Утрехтском университете.
В 1871 году защитил диссертацию по проблеме происхождения религии и получил докторскую степень по теологии.
После непродолжительного пребывания на стажировке в Боннском и Тюбингенском университетах в 1872 году вернулся на родину и стал священником Голландской реформатской церкви.
С 1878 по 1899 годы — профессор истории религий в Амстердамском университете.
С 1899 по 1916 годы — профессор теологического факультета Лейденского университета.
Умер 20 апреля 1920 года в Бильтхофене.

### Научная деятельность
Несмотря на то, что его собственные исследования касались греческой и германской религий, свою деятельность как учёного Шантепи де ла Соссе видел в разработке единой методологии изучения религии путём сравнения и описания всех подходов, которые успели сложиться к XIX веку. Он также собрал обширный научный материал для создания всеобщей классификации религий мира.
Мировую известность Шантепи де ля Соссе принесла работа над «Справочником по истории религий». Справочник выдержал 3 прижизненных издания — в 1887, 1897 и 1905 годах. Четвёртый раз он был издан спустя пять лет со смерти Шантепи де ля Соссея в 1925 году. Над этим изданием работал целый коллектив ведущих учёных из различных стран Европы, каждый из которых был корифеем в изучении какой-либо из религий: Стен Конов (индология и буддология), Эдвард Леманн (персы и зороастризм), Бернхард Анкерманн (традиционные религии, религии первобытных народов), Ханс Остенфельд Ланге (египтология), Мартин Нильссон (эллины и древнегреческая религия), Людвиг Дойбнер (римляне и Древнеримская религия), Александр Брюкнер (религия славян и литовцев), Вильгельм Грёнбех (древнегерманская религия), Джон Маккаллох (кельтская религия), Отто Франке (синология, религии китайцев), Карл Флоренц (японоведение, религии японцев), Фридрих Иеремия (семитология, иудаизм), Христиан Снук-Хюргронье (ислам, исламоведение).
Благодаря выходу этого обширного справочника чётко наметились направления развития религиоведения:
1. философия религии, как область изучения происхождения и сущности религии.
2. история религии, как область изучения религии в исторической ретроспективе и перспективе.
3. феноменология религии, как область изучения религии, где религия рассматривается как феномен отличный от всего светского и мирского.

## Отзывы
Католический теолог кардинал Жюльен Рис так отзывался о работе Шантепи де ла Соссе: 

Основывая исследования как на эмпирическом подходе, так и пропуская чувство религиозности через себя, Шантепи заложил первую феноменологическую классификацию. Его работа будет служить образцом в дальнейших исследованиях. Это наисвежайший труд, в котором сравнительный метод применяется в тесной связи с религиозными чувствами верующих.Оригинальный текст (итал.)Partendo da una base empirica, ma con profondo senso delle realtà religiose, Chantepie ha compilato la prima classificazione fenomenologica. Il suo lavoro servirà da modello a tutta la ricerca ulteriore. Si tratta di un'opera pioneristica, nella quale la trasposizione dei metodi della ricerca comparata ai fatti religiosi considerati nel quadro della credenza dei fedeli rappresenta l'elemento essenziale

## Научные труды
- Chantepie de la Saussaye, Alfred Bertholet, Edvard Lehmann (Hrsg.): Lehrbuch der Religionsgeschichte. Mohr, Tübingen 1925. Band 1: Zur Geschichte der Religionsgeschichte; Erscheinungs- und Ideenwelt der Religion; Die Religionen der Naturvölker; Die Chinesen; Die Japaner; Die Ägypter; Semitische Völker in Vorderasien; Der Islam. Band 2: Die Inder (Literatur, Buddhismus); Die Perser; Die Griechen; Die Römer; Slaven und Litauer; Germanen; Kelten.)
- Methodologische bijdrage tot het onderzoek naar den oorsprong van den godsdienst. Van De Weijer, Utrecht 1871. (Academisch proefschrift ter verkrijging van den graad van Doctor in de Godgeleerdheid aan de Utrechtsche Hogeschool, 19 april 1871)
- Geschiedenis van den godsdienst der Germanen vóór hun overgang tot het Christendom. De erven F. Bohn 1900.